# Maloka

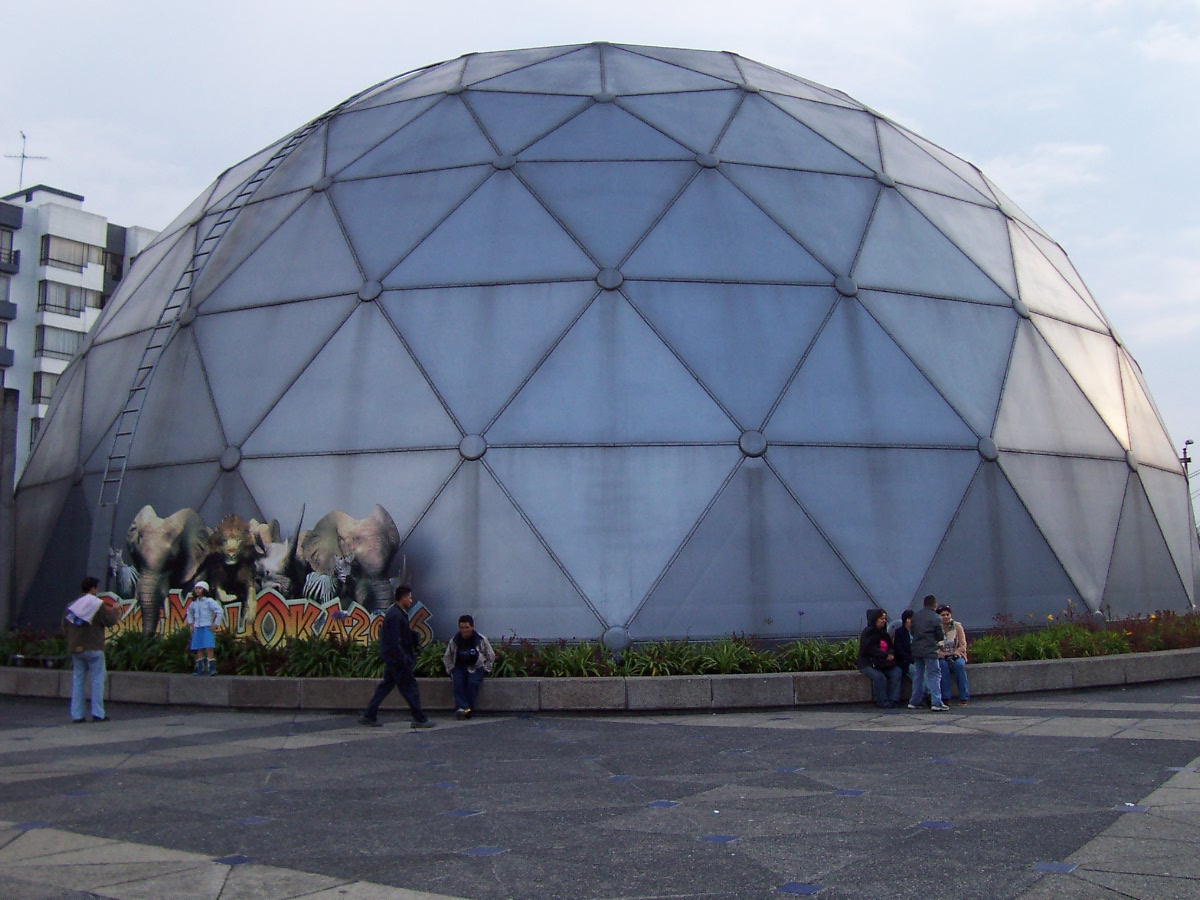
Maloka à Fontibón (Bogota D.C.)

Maloka est un parc à thèmes consacré à la science et à la technologie. Il est situé carrera 68D, 24A-51 dans le quartier Ciudad Salitre à Fontibón, le 9e district de Bogota D.C., en Colombie.
Ce centre interactif a ouvert ses portes le 6 août 1998.
L'appellation Maloka provient de maloca, grande maison communautaire utilisée par diverses tribus amérindiennes d'Amérique du Sud, tels les Chibchas de Colombie. Construite pour le chaman, la maloca est considérée comme un lieu où l'on peut acquérir le savoir de l'univers.
L'une des attractions de Maloka est le Cine Domo (français : Ciné Dôme), où les documentaires sont présentés en format géant offrant la visibilité, accompagnée de perspective, en des directions variées.
À Maloka, il existe cinq sections (ou clubs) de Sciences : biologie, robotique, chimie, astronomie et énergie. Les étudiants s'inscrivent un mois à l'avance puis se réunissent tous les samedis en vue de concevoir des projets scientifiques et d'élargir leurs connaissances.
Le centre interactif Maloka est le plus important de l'Amérique latine.

## Maloka et la connaissance

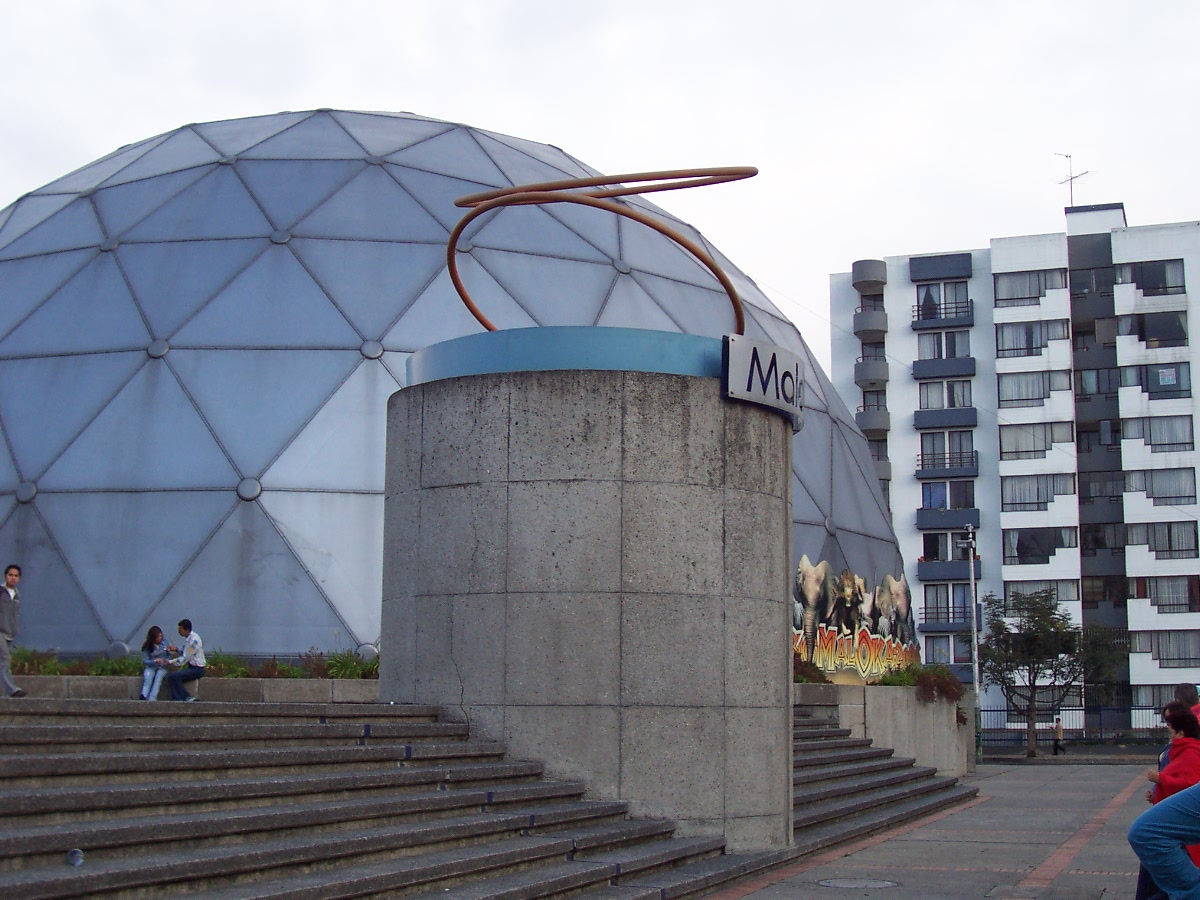
Maloka (quartier de Ciudad Salitre à Fontibón)

L'organisation Maloka, dont les objectifs sont internationaux, a pour but l'élaboration d'une société fondée sur l'apprentissage et la connaissance, principalement dans les domaines de l'éducation, de la culture, de la science, de la technologie, des loisirs et du tourisme, grâce à des stratégies conceptuelles permettant l'appropriation sociale de la science, de la technologie et de l'innovation.

## Création de Maloka
Le parc à thèmes Maloka a été réalisé à l'initiative de l’Asociación Colombiana para el Avance de la Ciencia (ACAC) (français : Association colombienne pour l'avancement de la Science) avec le soutien de Colciencias, fondé en 1968, qui est le Département administratif de la Science, de la Technologie et de l'Innovation, dont le siège est à Bogota. Ont également offert leur contribution à cette réalisation l'Institut du District de la Culture et du Tourisme (IDCT), l’organización Ardila Lülle qui regroupe de grandes entreprises colombiennes et des moyens de communication télévisuelle et de radiodiffusion sonore. Plusieurs secteurs connexes publics et privés ont aussi apporté leur aide.

## L'organisme Maloka
La corporación Maloka comprend trois pôles aux initiatives et objectifs bien distincts :
- Maloka Centro Interactivo (Centre interactif Maloka)
- Maloka Sin Fronteras (Maloka sans Frontières)
- Maloka Virtual (Maloka virtuel).

### Centre interactif Maloka
Il s'agit du parc à thèmes. Un Ciné Dôme géant, neuf salles d'expositions et environ trois cents modules interactifs sont répartis dans 17 000 m2 de bâtiments. Une boutique, un restaurant, un café et une petite place publique ont été ajoutés à ce centre interactif.

### Maloka sans Frontières
Maloka sans Frontières est le projet que la corporación Maloka a pour but d'étendre au niveau international. Il consiste, avec les stratégies initialement employées pour le parc à thèmes, à développer une utilisation créative du temps des loisirs et parvenir à la démocratisation de la connaissance en encourageant l'étude, la recherche du savoir, pendant toute la durée de la vie.

### Maloka virtuel
Cinq mois avant l'ouverture du parc à thèmes naissait le site web interactif de Maloka. Il fut rénové en 2007 et, à l'heure actuelle, il consiste en un espace consacré à la science, à la technologie et à l'innovation pour tous les publics qu'il informe des initiatives et programmations de la corporación Maloka.